# Menschdefekt
Menschdefekt ist ein deutsches Electro-Projekt. Der Name der Band wurde von dem gleichnamigen Album der niedersächsischen Band Massiv in Mensch abgeleitet und soll auf soziale und politische Missstände hindeuten, wachrütteln und die Hörerschaft zum Nachdenken anregen.

## Stil
Stilistisch bewegt sich die Musik zwischen Aggrotech, Trance und Futurepop. Die Melodien sind grundsätzlich prägnant, die größtenteils tanzbaren Lieder bewegen sich meist in Tempobereichen um 120 bis 140 BPM. Kennzeichnend für die Musik von Menschdefekt sind außerdem die häufig verwendeten Sprachsamples in fast allen Titeln.
Der Gesang von Fredrik Croona war genretypisch stark verzerrt und mit allerlei Effekten wie beispielsweise Chorus, Delay und Reverb versehen und der Gesang variiertezwischen Kreischen und Flüstern (gutturaler Gesang). In den neueren Liedern kam des Öfteren auch klarer Gesang zum Einsatz. Mit Alex Erbacher als neuem Sänger weicht der aggressive, verzerrte Gesang im Jahr 2025 einer klassische Synthpop-Stimme.
Die Liedtexte sind provokativ und gesellschaftskritisch ausgelegt aber auch persönlicher Natur. Sie setzen sich oft Themen wie Krieg, Nationalismus, Faschismus, Mord und der Konsum- und Wegwerfgesellschaft auseinander. Des Weiteren spielen persönliche Gefühle und Erlebnisse eine erhebliche Rolle bei der Entstehung der Texte, die früher ausschließlich von Sänger Fredrik Croona verfasst wurden und heute allein aus der Feder von Alex Erbacher stammen.

## Geschichte
Menschdefekt wurde im Jahr 2004 als Solo-Projekt gegründet. Zwischen 2006 und 2008 entstanden die beiden Demos Realitätsverlust und Degeneration sowie eine selbstveröffentlichte EP namens Psych[a]otica. Diese ersten drei Veröffentlichungen enthielten bis auf zwei Ausnahmen nur Instrumental-Stücke.
In Kooperation mit Stahlnebel vs. Black Selket entstand im Herbst 2008 der Titel Stalingrad, mit dem Menschdefekt erstmals auch ein breiteres Publikum erreichen konnten. Stalingrad wurde im Jahr 2009 auf dem Alfa-Matrix-Sampler Endzeit Bunkertracks Act IV veröffentlicht und mutierte in kürzester Zeit zum internationalen zum Club-Hit in der Szene.
Im Februar 2009 stieß Fredrik Croona von der ehemaligen schwedischen Formation Something Infected als Texter und Sänger zur Besetzung von Menschdefekt hinzu. Nach sechs Wochen im Studio veröffentlichte die Band im Mai 2009 die auf 25 Stück limitierte EP Projekt Tremor.
Kurz nach der Veröffentlichung von Projekt Tremor wurde das deutsche Label Infacted Recordings auf die Band aufmerksam und nahm sie im August 2009 unter Vertrag. Im April 2010 erschien das offizielle Debütalbum The Human Parasite mit knapp sechsmonatiger Verspätung in Europa auf Infacted Recordings, in den USA auf Metropolis Records und in Japan auf Deathwatch Asia.
Im Juni 2010 platzierten sich Menschdefekt mit ihrem Debütalbum auf Platz 11 der Deutschen Alternative Charts (DAC).
Im Dezember 2010 wurden die Arbeiten am zweiten Album Touch of Madness abgeschlossen. Am 28. August 2011 gibt Sänger Fredrik auf dem offiziellen Bandprofil bei Facebook überraschend für alle Beteiligten bekannt, dass er die Band nach einem letzten Konzert in Portugal verlassen wird. Im Januar 2013 trennt sich die Band aus persönlichen Gründen vom Label Infacted Recordings.
Im Oktober 2013 gibt Infacted Recordings bekannt, dass Menschdefekt wieder mit dem Label zusammenarbeiten und noch in diesem Jahr das zweite Album „Touch Of Madness“ veröffentlicht werden soll. Nur kurze Zeit später ist auf der offiziellen Facebook-Seite der Band zu lesen, dass Fredrik Croona wieder bei Menschdefekt eingestiegen ist.
Im Januar 2020 gaben Menschdefekt bekannt, dass das Line-Up um einen Gitarristen (Tandrin von Mechanical Moth und Novastorm) erweitert wurde und mit den Arbeiten am 3. Studioalbum begonnen wurde.
Am 19. Juni 2020 erscheint das dritte Studioalbum mit dem Titel Empty World. In der Folge veröffentlichen Menschdefekt das Mini-Album Hurt, welches erstmals auf streng limitiertem Vinyl erscheint und vermehrt cleane Vocals enthält. 2022 folgt mit Recombination ein weiteres Album mit Vocal-Features von Jay Taylor (J:dead) und Ivy (Mechanical Moth).
Im Mai 2023 verkünden Menschdefekt auf der offiziellen Facebook-Seite den Ausstieg von Sänger Fredrik Croona und im April 2025 die Aufnahme von Alex Erbacher ins Line-up als neuen Sänger.

## Live
Ursprünglich war Menschdefekt als reines Studioprojekt geplant. Mit der Aufnahme von Sänger Fredrik Croona änderte sich dies jedoch. Da er vor seinem Einstieg bereits mit einer Vielzahl anderer Bands Konzerte gegeben hatte, wollte er seine Live-Erfahrung im Gegensatz zu Nik R. von Anfang an bei Menschdefekt mit einbringen.
So wurde bald ein Ersatzmann für die Bühnenpräsenz der Band gesucht, der Nik R. in Zukunft live vertreten sollte; diesen fand die Band in Daniel P., dem Frontmann der befreundeten Band ES23.
Die ersten Live-Auftritte mit Daniel P. am Synthesizer fanden im Jahr 2010 statt. Bisher gab es Auftritte in Deutschland und den Niederlanden, unter anderem auch beim Neuwerk Festival 2010 und beim Wave-Gotik-Treffen 2011 in Leipzig.
Beim Neuwerk Festival 2010 in Langen stand Nik R. dann entgegen seinem ursprünglichen Standpunkt selbst zum ersten und einzigen Mal mit Fredrik Croona auf der Bühne.

## Diskografie

### Alben
| Jahr | Release            | Medium | Label                                                    |
| ---- | ------------------ | ------ | -------------------------------------------------------- |
| 2010 | The Human Parasite | CD     | Infacted Recordings, Metropolis Records, Deathwatch Asia |
| 2014 | Touch Of Madness   | CD     | Infacted Recordings                                      |
| 2020 | Empty World        | CD     | Infacted Recordings                                      |
| 2021 | Hurt               | LP     | Infacted Recordings                                      |
| 2022 | Recombination      | CD     | Infacted Recordings                                      |

### EPs
| Jahr | Release        | Medium                           | Label               |
| ---- | -------------- | -------------------------------- | ------------------- |
| 2008 | Psych[a]otica  | CD                               | Eigenproduktion     |
| 2009 | Projekt Tremor | CD                               | Eigenproduktion     |
| 2024 | Rays of Light  | MP3, FLAC, ALAC, ACC, Ogg Vorbis | Infacted Recordings |

### Singles
| Jahr | Release                   | Medium                           | Label               |
| ---- | ------------------------- | -------------------------------- | ------------------- |
| 2013 | Vampirkiller Redux        | MP3, FLAC, ALAC, ACC, Ogg Vorbis | Eigenproduktion     |
| 2020 | Empty World               | MP3, FLAC, ALAC, ACC, Ogg Vorbis | Infacted Recordings |
| 2020 | Cursed                    | MP3, FLAC, ALAC, ACC, Ogg Vorbis | Infacted Recordings |
| 2021 | Secular Days feat. j:dead | MP3, FLAC, ALAC, ACC, Ogg Vorbis | Infacted Recordings |
| 2023 | Break Free                | MP3, FLAC, ALAC, ACC, Ogg Vorbis | Infacted Recordings |
| 2023 | You spin me round         | MP3, FLAC, ALAC, ACC, Ogg Vorbis | Infacted Recordings |
| 2025 | Black as black can be     | MP3, FLAC, ALAC, ACC, Ogg Vorbis | Infacted Recordings |

### Demos
| Jahr | Release          | Medium | Label           |
| ---- | ---------------- | ------ | --------------- |
| 2006 | Realitätsverlust | MP3    | Eigenproduktion |
| 2007 | Degeneration     | MP3    | Eigenproduktion |

### Compilations
| Jahr | Release          | Medium | Label           |
| ---- | ---------------- | ------ | --------------- |
| 2009 | [re]construction | MP3    | Eigenproduktion |

### Samplerbeiträge
| Jahr | Sampler                        | Song                                    | Medium | Label                    |
| ---- | ------------------------------ | --------------------------------------- | ------ | ------------------------ |
| 2009 | Darkmeeting Compilation Vol. 3 | Menschenfresser                         | 2 CD   | Dark Mourning Promotions |
| 2009 | DMP: Fusion                    | Gottes Zorn                             | MP3    | Eigenproduktion          |
| 2009 | Endzeit Bunkertracks [Act IV]  | Stalingrad                              | 4 CD   | Alfa Matrix              |
| 2009 | Interbreeding X: Kagefighters  | Stalingrad                              | CD     | BLC Productions          |
| 2009 | Extreme Sündenfall 9           | Dekadenz                                | 2 CD   | Indigo / UpScene         |
| 2010 | Bleed By Example               | The Human Parasite                      | CD     | Deathwatch Asia          |
| 2010 | Endzeit Bunkertracks [Act V]   | Psycho Bitch                            | 4 CD   | Alfa Matrix              |
| 2010 | Infacted 5                     | Instincts Of Corruption (FGFC820 Remix) | CD     | Infacted Recordings      |
| 2010 | Gothic Spirits EBM Edition 2   | Psycho Bitch                            | 2 CD   | Zyx Music                |
| 2010 | Cold Hands Seduction Vol. 105  | Psycho Bitch                            | CD     | Sonic Seducer            |
| 2010 | Face the Darkness              | The End                                 | MP3    | Twisted Flesh Recordings |

### Remixes
| Jahr | Künstler             | Song                                             |
| ---- | -------------------- | ------------------------------------------------ |
| 2008 | Silizium             | Love Also Means Forgiveness (Menschdefekt Remix) |
| 2009 | Proyecto Crisis      | No somos ciegos (Menschdefekt Remix)             |
| 2010 | Aesthetic Perfection | Schadenfreude (Menschdefekt Remix)               |
| 2010 | Freakangel           | Price for all of us (Menschdefekt Remix)         |
| 2010 | Alien Vampires       | No way back (Dismantled by Menschdefekt)         |
| 2011 | Project Rotten       | Eaten from the inside (Menschdefekt Remix)       |
| 2022 | Lights Of Euphoria   | Shadow Of Your Ghost (Menschdefekt Remix)        |
| 2022 | J:dead               | Om3n (inSIDious Remix)                           |
| 2022 | Any Second           | Hass mich (Menschdefekt Remix)                   |